# Povídkový film
Povídkový film je film, který sestává z více kratších filmů, které obvykle spojuje jedno téma, postava, rekvizita či autor. Některé povídkové filmy mohou obsahovat povídky více různých režisérů a scenáristů, jiné mohou zahrnovat díla pouze jednoho filmaře.
Příkladem československých a českých povídkových filmů můžou být například Čapkovy povídky (1947) či Dýmky (1966), ze zahraničních například Noc na Zemi (1991), Čtyři pokoje (1995) a Sin City – město hříchu (2005).